# Cornell Big Red football
La squadra di football dei Cornell Big Red rappresenta la Cornell University. La squadra milita nella Football Championship Subdivision della NCAA come membro della Ivy League. Uno dei più programmi più antichi e ricchi di storia, ha vinto cinque titoli nazionali (l'ultimo dei quali nel 1939) e sette dei suoi giocatori sono stati inseriti nella College Football Hall of Fame.

## Titoli

### Titoli nazionali

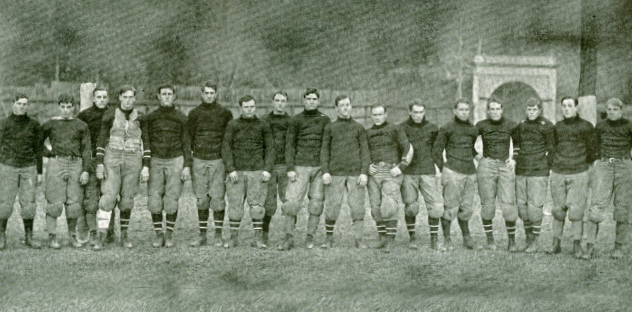
La squadra del 1904.

| Anno | Selettori                            | Allenatore   | Record |
| ---- | ------------------------------------ | ------------ | ------ |
| 1915 | Helms, Houlgate, NCF, Parke H. Davis | Al Sharpe    | 9–0    |
| 1921 | Helms, Houlgate, NCF, Parke H. Davis | Gil Dobie    | 8–0    |
| 1922 | Helms, Parke H. Davis                | Gil Dobie    | 8–0    |
| 1923 | Sagarin Ratings                      | Gil Dobie    | 8–0    |
| 1939 | Litkenhous, Sagarin                  | Carl Snavely | 8–0    |

## Giocatori importanti

### Consensus All-American
- 1895 Clinton Wyckoff, B
- 1900 Raymond Starbuck, B
- 1901 William Warner, G
- 1901 Sanford Hunt, G
- 1902 William Warner, G
- 1906 Elmer Thompson, G
- 1906 William Newman, C
- 1908 Bernard O'Rourke, C
- 1914 John O'Hearn, E
- 1914 Charles Barrett, B
- 1915 Murray Shelton, E
- 1915 Charles Barrett, B
- 1921 Edgar Kaw, B
- 1922 Edgar Kaw, B
- 1923 George Pfann, B
- 1938 Brud Holland, E
- 1939 Nick Drahos, T
- 1940 Nick Drahos, T
- 1971 Ed Marinaro, RB (selezione unanime)